# Danh sách chương truyện Inu Yasha

Chương 4 của đơn hành bản Inu Yasha phát hành ở Nhật Bản.

Đây là danh sách các chương truyện trong bộ truyện manga Sengoku Otogizōshi InuYasha (戦国御伽草子 犬夜叉, Chiến Quốc Ngự già Thảo tử Khuyển Dạ Xoa), hay còn được gọi tắt là Inu Yasha, viết bởi tác giả Takahashi Rumiko. Manga Inu Yasha được phát hành lần đầu ở Nhật Bản trên tuần báo Weekly Shōnen Sunday vào ngày 13 tháng 11 năm 1996 và kết thúc vào ngày 18 tháng 6 năm 2008. Các chương truyện cũng được Shogakukan xuất bản dưới dạng các đơn hành bản và ra mắt độc giả lần đầu vào tháng 5 năm 1997. Đến tháng 7 năm 2008, đã có 54 tập đơn hành bản được phát hành ở Nhật. Có một điều đáng chú ý là những trang bìa in màu của Inu Yasha hoàn toàn được tác giả vẽ và tô màu bằng tay, trong khi đó đa phần các mangaka khác sử dụng máy vi tính để làm việc này. Rumiko đã nói rằng bà không sở hữu chiếc máy vi tính nào cả.
Giống như các tác phẩm khác của Takahashi, manga Inu Yasha bản tiếng Anh do Viz Media đăng ký bản quyển và chịu trách nhiệm phát hành tại khu vực Bắc Mỹ. Tập đầu tiên được ra mắt độc giả vào tháng 3 năm 1998. Vì các truyện Nhật đều viết từ phải sang trái, trái với cách viết và đọc của người Bắc Mỹ nên ban đầu, Viz dùng phương pháp lật ngược hình ảnh để đối phó với tình trạng này. Tuy nhiên việc này làm các hình ảnh bị lộn ngược như hình phản chiếu trong gương, vì vậy trong các chương về sau sau Viz bỏ cách làm này. Cứ sau 1 quý thì có 1 tập xuất bản, đến tháng 7 năm 1998, đã có 34 tập đơn hành bản tiếng Anh được Viz xuất bản tại Bắc Mỹ.
Ở Việt Nam, hiện nay Nhà xuất bản Trẻ đã phát hành bộ truyện tranh Inu Yasha (đơn hành bản) do dịch giả Tuyết Vân dịch, giá 7500 VND/cuốn. Lần tái bản mới nhất là vào tháng 8 năm 2005. Các tập của truyện tranh này có thể tìm mua ở các siêu thị, nhà sách. Hiện nay Việt Nam chỉ mới xuất bản 51 tập Inu Yasha. Các truyện Inu Yasha ở Việt Nam đều bị lật ngược hình ảnh để độc giả có thể đọc từ phải sang trái theo cách đọc thông dụng ở Việt Nam.
Viz Media cũng xuất bản các tập truyện chuyển thể từ anime Inu Yasha (animanga). Cụ thể là các cảnh phim trong anime Inu Yasha đã được lựa chọn, cắt trích, sau đó đưa vào truyện và đặt lời, y hệt như truyện tranh. Bộ truyện này cũng đọc từ trái qua phải như đơn hành bản bình thường. Nhưng các bộ truyện này có khổ nhỏ hơn, chất lượng giấy in tốt hơn và giá đắt hơn đơn hành bản thông thường. Và tất nhiên là chuyển thể tử anime nên bộ truyện tranh này có cốt truyện bám sát anime hơn là manga, và, tất nhiên, in màu. Cho tới nay đã có 30 tập animanga Inu Yasha.

## Các tập truyện
Chú ý: đối với bản tiếng Anh, các chương 1-338 là do Viz Media dịch, còn lại là các bản dịch không chính thức của các dịch giả khác.
| - 001. Người thanh niên bị phong ấn (封印された少年 Fuinsareta Shōnen) - 002. Khuyển Dạ Xoa sống lại (甦る犬夜叉 Yomigaeru InuYasha) - 003. Kẻ cũng muốn đoạt ngọc Tứ Hồn (玉を狙う者 Tama o Nerau Mono) - 004. Điệu nhảy tử thần (屍舞烏 Shibu Garasu) - 005. Mũi tên của A Li (かごめの矢 Kagome no Ya) - 006. Kết La, kẻ điều khiển tóc (逆髪の結羅 Sakasagami no Yura) - 007. Chiếc giếng Thực Cốt (骨食いの井戸 Honekui no Ido) - 008. Về nhà (帰還 Kikan) |

| - 009. Hang ổ của Kết La (結羅の巣 Yura no Su) - 010. Tiến thoái lưỡng nan (窮地 Kyūchi) - 011. Di hồn nhân (魂移し Tama Utsushi) - 012. Bán yêu (半妖 Hanyō) - 013. Khuôn mặt của người mẹ (母の顔 Haha no Kao) - 014. Vô Nữ (無女 Mu Onna) - 015. Viên ngọc trai đen (黒真珠 Kuro Shinju) - 016. Thiết Toái nha (鉄砕牙 Tetsusaiga) - 017. Chuyển hoá (変化 Henge) - 018. Di sản (形見 Katami) |

| - 019. Lâu đài bóng tối (物の怪の城 Mono no Ke no Shiro) - 020. Tsukumo no Gama (九十九の蝦蟇 Tsukumo no Gama) - 021. Kẻ thừa kế những linh hồn (残された心 Nokosareta Kokoro) - 022. Lời cầu xin tha mạng (命乞い Inochi Goi) - 023. Chiếc mặt nạ thịt (肉づきの面 Nikutsugi no Men) - 024. Cơ thể vỡ nát (壊れた体 Kowareta Karada) - 025. Face Off (人を喰う面 Hito wo Kuo Men) - 026. Tôi sẽ giúp cô, nhưng mà... (助けてやるが・・・ Tasukete yaru ga...) - 027. Half a Demon is Worse than One (片割れ Kataware) - 028. Lửa hồ yêu (狐火 Kitsunebi) |

| - 029. Anh em Sấm Sét (雷獣兄弟 Raijū Kyōdai) - 030. The Crush (惚れた女 Horeta Onna) - 031. Kế hoạch của Nhật Mộ Li (かごめの策 Kagome no Saku) - 032. Sức mạnh của sự hấp thu (妖力を喰う Yōryoku wo Kū) - 033. Chỉ với vỏ kiếm (鞘を捨てる Saya wo Suteru) - 034. Tiếng gọi của vỏ kiếm (鞘が呼ぶ Saya ga Yobu) - 035. Đứa trẻ quỷ quái (小さな悪霊 Chiisana Akuryō) - 036. Mở mắt (目が開くまで・・・ Me ga aku made...) - 037. Xuống địa ngục (地獄へ Jigoku he) - 038. To Rest (魂鎮め Tamashizume) |

| - 039. Đầu nhện (蜘蛛頭 Kumogashira) - 040. Trăng non (新月 Shingetsu) - 041. Lưới nhện (蜘蛛の巣 Kumo no Su) - 042. Bên trong kết giới (結界の中 Kekkai no Naka) - 043. Khuyển Dạ Xoa phục hồi ! (犬夜叉復活！ Inuyasha Futsukatsu) - 044. Vị trí mảnh ngọc (かけらのありか Kakera no Arika) - 045. Đất và xương (骨と土 Hone to Tsuchi) - 046. Xác vô hồn (抜け殻 Nukegara) - 047. Kháng cự (拒絶 Kyozetsu) - 048. Phản bội (裏切り Uragiri) |

| - 049. Hatred Unspent (怨念 Onnen) - 050. A Soul Asunder (引き裂かれた魂 Hiki Sakareta Tamashii) - 051. Monk on the Make (不良法師 Furyō Hōshi) - 052. Jewel Thief (玉泥棒 Tama Dorobō) - 053. Wind to Nowhere (風穴 Kazaana) - 054. The Cursed Hand (呪われた手 Norowareta Te) - 055. The Monster Within (懐中の鬼 Kaichū no Oni) - 056. The Master Painter (鬼を操る Oni o Ayatsuru) - 057. The Artist's Dream (絵師の夢 Eshi no Yume) - 058. Tainted Ink (汚れた墨 Kegareta Sumi) |

| - 059. A Matter of Arms (仮の腕 Kari no Ude) - 060. The Power of the Wolf's Fang (鉄砕牙の威力 Tetsusaiga no Iryoku) - 061. The Sting of Victory (最猛勝 Saimyōshō) - 062. Arm Robbery (腕を奪う Ude o Ubau) - 063. Reclamation (奪還 Dakkan) - 064. Separate Ways (別れ Wakare) - 065. The Spider's Lair (鬼蜘蛛 Onigumo) - 066. The Shadow of Evil (邪気の跡 Jaki no Ato) - 067. When We are Two (ふたつの時 Futatsu no Toki) - 068. The Pierced Wall (破られた結界 Yaburareta Kekkai) |

| - 069. Sensing Presences (気配 Kehai) - 070. Reunion (再会 Saikai) - 071. Naraku (奈落 Naraku) - 072. The Mark (目印 Mejiroshi) - 073. Young Souls (死魂 Shinidama) - 074. The Soul Past Saving (救われぬ魂 Sukuwarenu Tamashii) - 075. Kikyo's Shield (桔梗の結界 Kikyou no Kekkai) - 076. The Smell of Death (死の匂い Shi no Nioi) - 077. Kagome's Voice (かごめの声 Kagome no Koe) - 078. A Gentle Scent (やさしい匂い Yasashii Nioi) |

| - 079. The Fruits of Evil (人面果 Ninmemka) - 080. The Secret Garden (箱庭 Hako Niwa) - 081. Stomach Trouble (腹中の光 Fukuchū no Hikari) - 082. The Night Kitchen (桃果人の厨房 Tōkajin no Chūbō) - 083. Peach Man's Nectar (仙人の薬 Sennin no Kusuri) - 084. The Enchanted Bow (変化の弓 Henge no Yumi) - 085. The Soul of a Demon (犬夜叉の心 Inuyasha no Kokoro) - 086. The Exterminators (退治屋 Taijiya) - 087. The Ambush (罠 Wana) - 088. Within the Fort (砦の中 Toride no Naka) |

| - 089. The Mummy (木乃伊 Miira) - 090. Vengeance (仇 Kataki) - 091. Suspicions (疑惑 Giwaku) - 092. Strategies (謀略 Bōryaku) - 093. Golem (傀儡 Kugutsu) - 094. The Birth of the Jewel (玉の誕生 Tama no Tanjō) - 095. The Water God (水神 Suijin) - 096. The Holy Relic (神器 Jingi) - 097. The God's Truth (神の正体 Kami no Shōtai) - 098. The True God (本物の水神 Honmono no Suijin) |

| - 099. The Typhoon (竜巻) - 100. The Slaying of the Snake (大蛇成敗) - 101. The Wound and the Wind (風穴の傷) - 102. The Temple of Innocence (夢心の寺) - 103. To the Rescue (弥勒救出) - 104. Urn Grubs (蠱壺虫) - 105. The Span of a Life (弥勒の寿命) - 106. Kohaku (琥珀) - 107. New Life (琥珀の命) - 108. Sango's Betrayal (珊瑚の裏切り) |

| - 109. Naraku's Castle (奈落の城) - 110. The Vapors (瘴気) - 111. Purification (浄化) - 112. The Earth Boy (地念児) - 113. The Raid (襲撃) - 114. The Half-Breed's Heart (半妖の思い) - 115. The Belonging Place (居場所) - 116. The Cave of Evil (邪気の穴) - 117. Fulfillment (満願) - 118. Poison (蠱毒) |

| - 119. Kikyo's Arrow (桔梗の矢) - 120. Where is the Imp? (蠱毒の行方) - 121. Kikyo Captured (囚われた桔梗) - 122. Death by Illusion (幻影殺) - 123. Death Wish (殺意) - 124. Naraku's True Form (奈落の正体) - 125. Toto-Sai, the Swordsmith (刀々斎) - 126. Tenseiga (天生牙) - 127. Scar of the Wind (風の傷) - 128. The Invisible Path (見えない軌道) |

| - 129. The True Master (真の使い手) - 130. Wolves (狼) - 131. The Maiden's Life (少女の命) - 132. Koga (鋼牙) - 133. Hostage (生け捕り) - 134. The Wolves' Cave (狼の洞窟) - 135. The Harpies (極楽鳥) - 136. The Three-Way Battle (三つ巴の戦い) - 137. The Stronger Man (強い男) - 138. Why She Let Him Go (逃がした理由) |

| - 139. Dueling Emotions (ふたりの気持ち) - 140. The Other Side of the Well (井戸の向こう) - 141. The Chase (追跡) - 142. Corpse Dance (屍舞) - 143. Kagura (神楽) - 144. Wind Witch (風使い) - 145. The Spider on Her Back (背中の蜘蛛) - 146. Mystery of the Wind Witch (神楽の謎) - 147. Koharu (小春) - 148. Kanna (神無) |

| - 149. The Human Shield (人間の盾) - 150. Turn-Around (反転) - 151. The Light of the Shikon (四魂の光) - 152. The Arrow Released (放たれた矢) - 153. Kikyo's Plan (桔梗の真意) - 154. The Third Demon (三匹目の妖怪) - 155. The Mind-Reader (悟心鬼) - 156. Demon Blood (妖怪の血) - 157. True Nature (本能) - 158. The Ogre's Sword (鬼の剣) |

| - 159. Tokijin (闘鬼神) - 160. Tetsusaiga Reborn (蘇る鉄砕牙) - 161. Tokijin's Choice (闘鬼神の使い手) - 162. The Scent of Blood (血の匂い) - 163. True Strength (本当の強さ) - 164. The Fourth One (四匹め) - 165. Juromaru, the Beast Boy (獣郎丸) - 166. Without Shields (解かれた封印) - 167. Shadow Boy (影郎丸) - 168. Two Against Two (二対二) |

| - 169. The Enemy in the Earth (土中の敵) - 170. Pulverized (粉砕) - 171. Kikyo's Crisis (桔梗の危機) - 172. Onigumo's Heart (鬼蜘蛛の心) - 173. Jealousy (嫉妬) - 174. The Soil Shield (土の結界) - 175. Where They First Met (出会った場所) - 176. Kagome's Heart (かごめの心) - 177. The Castle's Ghost (城の跡) - 178. Kohaku's Memory (琥珀の記憶) |

| - 179. Suspicion (疑い) - 180. The Erased Heart (消された心) - 181. Sango's Decision (珊瑚の決意) - 182. The Face That Wouldn't Disappear (消えない顔) - 183. Secret of the Transformation (変化の秘密) - 184. The Venomous Cocoon (毒の繭) - 185. Rampage (蹂躙) - 186. The Lost Soul (失われた心) - 187. Blood Soaked In (しみついた血) - 188. The Talon Shield (爪の封印) |

| - 189. The Dragon-Bone Spirit (竜骨精) - 190. Talons and Blade (爪と刀) - 191. The New Tetsusaiga (新生鉄砕牙) - 192. The Crushing Stream (爆流破) - 193. Tsubaki, the Black Priestess (黒巫女 椿) - 194. The Curse (呪詛) - 195. The Arrow's Mark (向けられた矢) - 196. Tsubaki's Shrine (椿の祠) - 197. The Shikigami (式神) - 198. The Curse Reflected (呪い返し) |

| - 199. The Stone Flower (石の花) - 200. Shattered Dream (砕かれた夢) - 201. Naraku's Scent (奈落の臭い) - 202. The Vortex of Bones (骨の渦) - 203. Desertion (逃亡) - 204. Sunrise (夜明け) - 205. The Half-Demon's Secret (半妖の秘密) - 206. The Princess in the Mountains (山の中の姫) - 207. A Maiden's Heart (乙女心) - 208. The Man Without a Face (顔のない男) |

| - 209. Peerless (無双) - 210. Onigumo's Memories (鬼蜘蛛の記憶) - 211. Onigumo and Muso (鬼蜘蛛と無双) - 212. The Heart (心臓) - 213. Naraku the Half-Demon (半妖 奈落) - 214. The Ogre Bats (百鬼蝙蝠) - 215. Shiori's Shield (紫織の結界) - 216. A Father's Wish (父の願い) - 217. Shiori's Power (紫織の力) - 218. The Scarlet Blade (赤い刃) |

| - 219. Kidnapped (さらわれた りん) - 220. Naraku's Design (奈落の目的) - 221. Slicing the Shield (結界を斬る) - 222. Signal to Kohaku (琥珀への暗示) - 223. The Abandoned Castle (残された城) - 224. Intermission (休息) - 225. The Monster in the Ruins (城跡の化け物) - 226. Where is Naraku? (奈落の行方) - 227. Lost Scent (消えた気配) - 228. The Ogre's Head (鬼の首城) |

| - 229. The Ogre of the Burial Mound (首塚の鬼) - 230. The Princess Vessel (依り代の姫) - 231. A Greater Aura (巨大な邪気) - 232. The Venerable Monkey God (猿神さま) - 233. The Holy Object (ご神体の行方) - 234. The Ghost (亡霊) - 235. Kyokotsu (凶骨) - 236. The Band of Seven (七人隊) - 237. Jyakotsu (蛇骨) - 238. Poison Smoke (毒の煙) |

| - 239. Mukotsu (霧骨) - 240. Naraku's Pursuers (奈落を追う者) - 241. Ginkotsu (銀骨) - 242. Renkotsu's Temple (煉骨の寺) - 243. The Scent of the Seven (七人隊の臭い) - 244. The Lives of One's Companions (仲間の命) - 245. The Burial Mound (七人塚) - 246. The Unsullied Light (汚れなき光) - 247. Suikotsu (睡骨) - 248. The Two Souls (ふたつの心) |

| - 249. The Shield of Hakurei (白霊山の結界) - 250. Bankotsu (蛮骨) - 251. The Clash (激突) - 252. Sanctuary's Edge (聖域の境目) - 253. Retreat (撤退) - 254. The Scratch on Banryu (蛮竜の傷) - 255. The Sacred Island (聖島) - 256. The Center of the Shield (結界の中心) - 257. The Dokko (独鈷) - 258. The Living Mummy (即身仏) |

| - 259. Explosion (爆発) - 260. Faces (顔) - 261. Suikotsu's Village (睡骨の村) - 262. The Tainted Gleam (黒い光) - 263. Suikotsu's Memory (睡骨の記憶) - 264. The River of Fire (炎の川) - 265. The Mountain Cave (白霊山の洞窟) - 266. The Corridor (回廊) - 267. The Limit (限界) - 268. Hakushin the Holy (白心上人) |

| - 269. Inside the Darkness (暗闇の中) - 270. The Mountain Changes (白霊山の異変) - 271. The Pulse (鼓動) - 272. The Sanctuary Destroyed (聖域の消滅) - 273. Corridor's End (回廊の底) - 274. The Two Auras (ふたつの気配) - 275. Bankotsu's Strength (蛮骨の力) - 276. Cut in Two (両断) - 277. The Wall of Flesh (肉壁) - 278. Resurrection (新生) |

| - 279. Maelstrom of Evil (妖気の渦) - 280. His True Purpose (真の目的) - 281. The New Body (新しい体) - 282. Kikyo's Life (桔梗の命) - 283. InuYasha's True Feelings (犬夜叉の本心) - 284. Darkness in the Heart (心の闇) - 285. Suggestion (暗示) - 286. The Discarded Heart (捨てた心) - 287. Thousand-Mile Ears (耳千里) - 288. The Colony of Ogre Women (鬼女の集落) |

| - 289. Hall of the Bodhisattva (観音堂) - 290. A Demon in the Belly (腹の中の妖気) - 291. Where is Sango? (珊瑚の行方) - 292. Unique among Women (特別なおなご) - 293. Split in Half (分断) - 294. The Blazing Hoof (炎蹄) - 295. Hakudoshi (白童子) - 296. The Headless Demons (首のない妖怪) - 297. Between this World and the Next (あの世とこの世の境) - 298. Hosenki (宝仙鬼) |

| - 299. The Gatekeepers (門の番人) - 300. The Opened Gate (開かれた門) - 301. Beyond the Gate (門のむこう) - 302. Princess Abi (阿毘姫) - 303. The Trident (三叉戟) - 304. The Village of the Demon Woman (聖さまの里) - 305. An Abandoned Arrow (残された矢) - 306. The Village Shield (里の結界) - 307. The Forbidden Mountain (禁域の山) - 308. The Waterfall Basin (滝壺) |

| - 309. The Choice (選択) - 310. The Angry Heart (苛立つ心) - 311. The Castle (城) - 312. Orders (命令) - 313. Restored Memory (罪の記憶) - 314. A Broken Spell (解けた呪縛) - 315. The Scent of the Nest (鳥の巣の臭い) - 316. The Arrow Passes On (託された矢) - 317. The Steel Fowl (鉄鶏) - 318. The River of Blood (血の河) |

| - 319. The Will of the Shard (かけらの意思) - 320. The Arrow that Fell Short (届かぬ矢) - 321. The Spreading Taint (広がる汚れ) - 322. The Unbreakable Shield (破れぬ結界) - 323. The Final Shard (最後のかけら) - 324. Tested (試される資格) - 325. Diamond Spears (金剛槍破) - 326. The Way Home (帰還) - 327. The Shrine Rat (厨子鼠) - 328. The Demon Lure (魔寄せ) |

| - 329. Tree Blight (蝕まれた霊木) - 330. Rampage! (暴走する群れ) - 331. A Human Heart (人の心) - 332. Small Pleasures (小さな幸せ) - 333. Cocooning (宿り蛹) - 334. The Perfect Host (宿主) - 335. The Lost Mountain (消えた山) - 336. Mountain Man (岳山人) - 337. The Nulling Stone (不妖璧) - 338. Harvesting Souls (魄) |

| - 339. Prototypes (試作) - 340. Moryomaru (魍魎丸) - 341. Corpses (残骸) - 342. Stolen Objects (奪われた物) - 343. The Forgotten Fiancée (許嫁) - 344. Past Indiscretions (昔のあやまち) - 345. Forgiveness (記憶の糸) - 346. The Acolytes (行者) - 347. Goryomaru (御霊丸) - 348. The Deformed Arm (異形の腕) |

| - 349. Corpse Swarm (屍の群れ) - 350. Kagura's Life (神楽の命) - 351. Rakan Statues (羅漢像) - 352. The Death of Goryoumaru (御霊丸の死) - 353. Stone Oni (鬼の岩) - 354. Unbreakable Wall (破れない壁) - 355. Using the Fragment (かけらを使う) - 356. Evil Presence (邪な気配) - 357. The Medicine Vendor (薬売り) - 358. Illusion (幻術) |

| - 359. Hitoukon (飛頭根) - 360. Memories of My Father (父の記憶) - 361. Hidden Feelings (隠した想い) - 362. Escapee (脱牢) - 363. Goryoumaru's True Nature (御霊丸の正体) - 364. Transformation (変貌) - 365. Vanished Youki (消えた妖気) - 366. Caliber (器) - 367. The Baby's Whereabouts (赤子の居場所) - 368. Kagura's Decision (神楽の決意) |

| - 369. Hakudoushi's True Intent (白童子の真意) - 370. The End of Hakudoushi (白童子の最期) - 371. Kagura's Heart (神楽の心臓) - 372. Unending Torment (終わらない苦しみ) - 373. Siblings (姉弟) - 374. Wind (風) - 375. Hole in the Chest (胸の穴) - 376. Alike Souls (同じ魂) - 377. Mission (使命) - 378. Serpent's Nest (大蛇の巣) |

| - 379. Disaster of the Shard (かけらの異変 Kakera no Ihen) - 380. Graveyard of the Wolves (狼の墓場 Ookami no Hakaba) - 381. Guardian of the Treasure (宝の守り役 Takara no Mamoriyaku) - 382. Goraishi (五雷指 Goraishi) - 383. Mujina (ムジナ Mujina) - 384. A Great Cause (大義 Taigi) - 385. Datsuki (奪鬼 Datsuki) - 386. Toushuu (刀秋 Tōshu) - 387. Ryuujin's Shield (竜人の盾 Ryūjin no Tate) - 388. Datsuki's User (奪鬼の使い手 Datsuki no Tukaite) |

| - 389. Fracture (亀裂 Kiretsu) - 390. Preparation (覚悟 Kakugo) - 391. Unity (一心同体 Isshindōtai) - 392. Peaceful Table (平和な食卓 Heiwana Shokutaku) - 393. The Convent (尼寺 Amadera) - 394. Ghost Cat (化け猫 Bake Neko) - 395. Dragon-Scaled Tetsusaiga (竜鱗の鉄砕牙 Ryūrin no Tessaiga) - 396. Dokumizuchi (毒蛟 Doku Mizuchi) - 397. Illusionary-Dream Byakuya (夢幻の白夜 Mugen no Byakuya) - 398. Tetsusaiga Accidentally Goes Off (鉄砕牙の暴発 Tessaiga no Bōhatsu) |

| - 399. The Most Powerful Sword (最強の刀 Saikyō no Katana) - 400. Meioujuu (冥王獣 Meiōjū) - 401. Armored Shell (鎧甲 Gaikō) - 402. Mouryoumaru's Goal (魍魎丸の狙い Mōryōmaru no Nerai) - 403. Stolen Kongousouha (奪われた金剛槍破 Ubawareta Kongōsōha) - 404. Mouryoumaru's Transformation (魍魎丸の変化 Mōryōmaru no Henge) - 405. Rivalry (拮抗 Kikkō) - 406. Anger (怒り Ikari) - 407. Sesshoumaru's Crisis (殺生丸の危機 Sesshōmaru no Kiki) - 408. Escape (逃走 Tōsō) |

| - 409. Division (分岐 Bunki) - 410. Meidou Zangetsuha (冥道斬月破 Meidō Zangetsuha) - 411. Kind Boy (やさしい彼 Yasashii Hito) - 412. Nikosen (二枯仙 Nikosen) - 413. The Second Head (二つ目の首 Futatume no Kubi) - 414. Seimeikan (精命幹 Seimeikan) - 415. Senki (仙気 Senki) - 416. Kinka and Ginka (金禍銀禍 Kinka Ginka) - 417. Strong Bond (強い絆 Tsuyoi Kizuna) - 418. The Effect of Blood (血の効きめ Chi no Kikime) |

| - 419. Entrapped Brothers (罠におちた兄弟 Wana ni Ochita Kyōdai) - 420. The Death of Ginka (銀禍の死 Ginka no Shi) - 421. Absorption (同化 Dōka) - 422. Flames of Tetsusaiga (鉄砕牙の炎 Tessaiga no Honō) - 423. Numawatari (沼渡 Numawatari) - 424. Transforming Water (変化する水 Henge suru Mizu) - 425. Growth of the Sword (刀の成長 Katana no Seichō) - 426. Yourei-Taisei (妖霊大聖 Yōreitaisei) - 427. Sealing Chains (封印の鎖 Fūin no Kusari) - 428. Youketsu (妖穴 Yōketsu) |

| - 429. The True Enemy (本当の敵 Hontō no Teki) - 430. Youketsu's Scent (妖穴の臭い Yōketsu no Nioi) - 431. The Training (修行 Shugyō) - 432. Kai (灰 Kai) - 433. Sunset (日没 Nichibotsu) - 434. The Goraishi's Power (五雷指の威力 Goraishi no Iryoku) - 435. Midoriko's Will (翠子の意思 Midoriko no Ishi) - 436. Destruction (破壊 Hakai) - 437. Invisible Youketsu (見えない妖穴 Mienai Yōketsu) - 438. Kouga's Decision (鋼牙の決意 Kōga no Ketsui) |

| - 439. Youmeiju (溶命樹 Yōmeiju) - 440. Youmeiju's Power (溶命樹の力 Yōmeiju no Chikara) - 441. Confrontation (対峙 Taiji) - 442. Absorption (吸収 Kyūshū) - 443. Naraku Terminated (奈落消滅 Naraku Shōmetsu) - 444. Desperate Battle (苦戦 Kusen) - 445. The Baby's Miscalculation (赤子の誤算 Akago no Gosan) - 446. Erosion (侵蝕 Shinshoku) - 447. Divine Protection (加護 Kago) - 448. Scars of Miasma (瘴気の傷 Shōki no Kizu) |

| - 449. Yama-arashi (山嵐 Yamaarashi) - 450. The Group (群れ Mure) - 451. Valley of Miasma (瘴気の谷 Shōki no Tani) - 452. Spider Thread (蜘蛛の糸 Kumo no Ito) - 453. Entwining Thread (絡みつく糸 Karamitsuku Ito) - 454. Beyond the Threads (糸のむこう Ito no Mukō) - 455. Snapped Bowstring (切れた弦 Kireta Tsuru) - 456. Azusa Mountain (梓山 Azusa-yama) - 457. The Spirit of Azusa Mountain (梓山の精霊 Azusa-yama no Seirei) - 458. Illusions of Kikyou (桔梗の幻 Kikyō no Maboroshi) |

| - 459. Captured Friends (絡め捕られた仲間 Karametorareta Nakama) - 460. Flowing Heart (流れ込む心 Nagarekomu Kokoro) - 461. Opened Body (開かれた体 Hirakareta Karada) - 462. The Jewel's Whereabouts (玉の行方 Tama no Yukue) - 463. Purifying Arrow (浄化の矢 Jōka no Ya) - 464. Sunset (落日 Rakujitsu) - 465. Light (光 Hikari) - 466. Parting Thoughts (別れの想い Wakare no Omoi) - 467. Meidou (冥道 Meidō) - 468. Darkness of Hell (冥界の闇 Meikai no Yami) |

| - 469. The Master of Hell (冥界の主 Meikai no Nushi) - 470. Return (帰還 Kikan) - 471. Merciful Heart (慈悲の心 Jihi no Kokoro) - 472. Kaou (花皇 Kaō) - 473. Tears of Blood (血の涙 Chi no Namida) - 474. Wounded Heart (傷付いた心 Kizutsuita Kokoro) - 475. The Mirror (鏡 Kagami) - 476. The Adversary, Tessiaga (敵は鉄砕牙 Teki wa Tessaiga) - 477. Inu Yasha's Youkai Powers (犬夜叉の妖力 Inuyasha no Yōryoku) - 478. The Mirrors Shadow (鏡の影 Kagami no Kage) |

| - 479. Void (無 Mu) - 480. Last Words (最後の言葉 Saigo no Kotoba) - 481. Bones (骨 Hone) - 482. Targeted Hiraikotsu (狙われた飛来骨 Nerawareta Hiraikotsu) - 483. Cage of Bones (骨の檻 Hone no Ori) - 484. Youdoku (溶毒 Yōdoku) - 485. Yakurou Dokusen (薬老毒仙 Yakurō Dokusen) - 486. Inside the Jar (甕の中 Kame no Naka) - 487. Way to Live (生き方 Ikikata) - 488. The Answer (答え Kotae) |

| - 489. Completed Meidou (完全な冥道 Kanzenna Meidou) - 490. Tenseigas Secret (天生牙の秘密 Tenseiga no Himitsu) - 491. Tetsusaiga and Tenseiga (鉄砕牙と天生牙 Tessaiga to Tenseiga) - 492. Fathers True Intent (父の真意 Chichi no Shin’i) - 493. Resonance (共鳴 Kyoumei) - 494. The Two Worlds (ふたつの世界 Futatsu no Sekai) - 495. Further Thought (その先の考え Sono Saki no Kangae) - 496. Trick (仕掛け Shikake) - 497. Kohaku's Neck (琥珀の首 Kohaku no Kubi) - 498. Reborn Hiraikotsu (新生 飛来骨 Shinsei Hiraikotsu) |

| - 499. Fragment of the Monster (妖の破片 Ayakashi no Kakera) - 500. Successor (継承者 Keishōsha) - 501. Backflow (還流 Kanryū) - 502. Proof (証 Akashi) - 503. Black Blade (黒い刃 Kuroi Yaiba) - 504. Meidou Light (冥道の光 Meidou no Hikari) - 505. Kitsune Inn (狐の宿 Kitsune no Yado) - 506. Examinee Number 77 (受験番号七七 Jukenbangō Nana Nana) - 507. Hitomiko (瞳子 Hitomiko) - 508. Miko's Barrier (巫女の結界 Miko no Kekkai) |

| - 509. The Bow's Spiritual Power (弓の霊力 Yumi no Reiryoku) - 510. Hell (地獄 Jigoku) - 511. Kagome's Spiritual Power (かごめの霊力 Kagome no Reiryoku) - 512. The Right Wish (正しい願い Tadashii Negai) - 513. The Jewel's Dark Will (玉の邪念 Tama no Janen) - 514. Crisis (危機 Kiki) - 515. Borrowed Body (借り物の体 Karimono no Karada) - 516. Magatsuhi (曲霊 Magatsuhi) - 517. Magatsuhi's Main Body (曲霊の本体 Magatsuhi no Hontai) - 518. Bakusaiga (爆砕牙 Bakusaiga) |

| - 519. Magatsuhi's Shadow (曲霊の影 Magatsuhi no Kage) - 520. An Important Event in Life (人生の一大事 Jinsei no Ichidaiji) - 521. Shadow (影 Kage) - 522. Possession (憑依 Hyoui) - 523. Sango’s Wish (珊瑚の願い Sango no Negai) - 524. Awakening (目覚め Mezame) - 525. Release (解放 Kaihō) - 526. Unreturned Spiritual Powers (戻らない霊力 Modoranai Reiryoku) - 527. Lifeless (なかった命 Nakatta Inochi) - 528. From Now On (これから Kore Kara) |

| - 529. The Jewel's Completion (玉の完成 Tama no Kansei) - 530. Graduation (卒業 Sotsugyou) - 531. Cloud of Jyaki (邪気の雲海 Jaki no Unkai) - 532. Inside Naraku's Body (奈落の体内 Naraku no Tainai) - 533. Presence of the Jewel (玉の気配 Tama no Kehai) - 534. Arrow of Shouki (瘴気の矢 Shouki no Ya) - 535. Naraku's Darkness (奈落の闇 Naraku no Yami) - 536. The Kazaana's Limit (風穴の限界 Kazaana no Genkai) - 537. Final Sentience (最後の理性 Saigo no Risei) - 538. Scent of Kagome's Blood (かごめの血の匂い Kagome no Chi no Nioi) |

| - 539. Capture (捕らえる Toraeru) - 540. Reborn Light (よみがえった光 Yomigaetta Hikari) - 541. Trap of Light (光の罠 Hikari no Wana) - 542. Swallowed Light (飲みこまれる光 Nomikoma Reru Hikari) - 543. Vanished Arrow (消える矢 Kieru Ya) - 544. Core (中心 Chuushin) - 545. Despair (絶望 Zetsubou) - 546. Naraku's Wish (奈落の望み Naraku no Nozomi) - 547. Cutting Meidou (斬る冥道 Kiru Mei Dou) - 548. Byakuya's Blade (白夜の刃 Byakuya no Ha) |

### Chưa được phát hành trong tậpđơn hành bảnnào
- 549. Chung kết (終結 Shuuketsu?)
- 550. Sụp đổ (崩壊 Houkai?)
- 551. Rơi (落下 Rakka?)
- 552. Cái chết của Nại Lạc (奈落の死 Naraku no Shi?)
- 553. Biến cố tại chiếc giếng cổ (井戸の異変 Ido no Ihen?)
- 554. Cuộc sống tại trường (高校生活 Koukou Seikatsu?)
- 555. Hắc ám (闇 Yami?)
- 556. Vận mệnh (運命 Unmei?)
- 557. Em muốn ở bên anh ! (会いたい Aitai?)
- 558. Ngày mai tươi sáng (明日 Ashita?)